# نیروو
نیروو (به چکی: Nýrov) یک منطقهٔ مسکونی در جمهوری چک است که در ناحیه بلانسکو واقع شده‌است. نیروو ۹٫۱۷ کیلومتر مربع مساحت و ۲۱۷ نفر جمعیت دارد و ۵۰۰ متر بالاتر از سطح دریا واقع شده‌است.